# 신의손
신의손(申宜孫, 1960년 1월 12일 ~ )은 타지키스탄계 대한민국의 전 축구 선수이자 현 축구 지도자로 현재 천안공업고등학교 골키퍼 코치로 활동 중이며 원래 이름은 발레리 콘스탄치노비치 사리체프(러시아어: Валерий Константинович Сарычев, 로마자: Valeriy Konstatinovich Sarychev)이다. 타지키스탄 두샨베 출신으로 1992년부터 2004년까지 K리그 일화 천마와 안양 LG 치타스에서 활약했으며 2000년 대한민국에서 뛰는 외국인 선수로는 최초로 대한민국으로 귀화해 그의 별명이었던 신의손으로 개명했다.

## 클럽 경력

### K리그입단 전
파미르 두샨베에서 공식전 97경기, 토르페도 모스크바에서 공식전 221경기를 뛰는 동안 두샨베의 1979 시즌 소비에트 1부 리그 3위, 1980 시즌 소비에트 1부 리그 4위, 토르페도 모스크바의 소비에트컵 4회 준우승(1982, 1988, 1989, 1991), 1985-86 시즌 소비에트컵 우승, 1990-91년 UEFA 유로파리그 8강 진출 등에 기여했고 1991 시즌에는 소비에트 톱리그 올해의 골키퍼에 선정되기도 했으며 이후 소비에트 톱리그 야신 클럽의 가입 기준을 충족시켰음에도 불구하고 소비에트 톱리그가 1991 시즌을 마지막으로 폐지가 되면서 등록까지는 이뤄지지 못했다.

### 일화 천마
소비에트 톱리그가 폐지된 이후인 1991년 11월 K리그의 일화 천마와 입단 계약을 체결한 뒤 1998 시즌까지 7시즌동안 공식전 198경기를 소화하는 동안 리그 3연패(1993, 1994, 1995) 및 1회 준우승(1992), 1997년 FA컵 준우승, 1994-95년 AFC 챔피언스리그 4강, 1995년 AFC 챔피언스리그 우승, 1996-97년 AFC 챔피언스리그 준우승에 기여했고 2차례 베스트 골키퍼(1992, 1994)와 4년 연속 K리그 베스트 11(1992, 1993, 1994, 1995)에도 선정되며 성남에서의 전성기를 구가했다.

### 안양 LG 치타스
1999 시즌을 앞둔 1998년말 무렵 안양 LG 치타스의 골키퍼 코치로 영입된 이후 1999년 아디다스컵 준우승, 1999년 FA컵 4강 진출을 이끈 뒤 1999년말 귀화를 추진한 끝에 마침내 이듬해인 2000년 3월 귀화에 성공하면서 대한민국 국적을 취득할 수 있었다.
그 후 2004 시즌까지 안양의 플레잉코치로 공식전 131경기에 출전하며 2000년 K리그 우승, 2001년 K리그 준우승, 2001년 대한민국 슈퍼컵 우승, 2001-02년 AFC 챔피언스리그 준우승을 이끌었고 선수 생활 말년인 2004 시즌에는 리그컵 7경기에만 출전한 후 이듬해인 2005년 5월 1일 울산 HD(당시 울산 현대)와의 2005년 리그컵 11라운드 홈 경기에서의 은퇴식을 끝으로 K리그 12시즌동안 공식전 325경기, 357실점, 클린시트 114회(8경기 연속 무실점 포함)의 기록을 남기고 현역에서 물러났다.

## 국가대표팀 경력
귀화 전에는 타지키스탄 대표팀의 일원으로 활동했고 1997년 대구시민운동장에서 벌어진 대한민국과의 경기가 현재까지 유일한 국제 A매치 기록이긴 하나 타지키스탄 대표팀 소속으로 뛴 A매치에는 별 감흥이 없었으며 1988년 하계 올림픽에 소련 대표팀의 일원으로 출전하지 못한 것을 더 아쉬워했다.

## 지도자 경력

### 이천 대교1기
2005년 5월 선수 은퇴 후 5월말까지 FC 서울의 골키퍼 코치로 활동했고 2006년부터 2007년까지는 경남 FC의 GK 코치로 활동한 뒤 2008년 WK리그의 이천 대교의 수석 코치 겸 골키퍼 코치로 부임했다.

### 대한민국 청소년 대표팀
이듬해인 2009년 3월 홍명보 감독의 부름을 받아 대한민국 U-20 대표팀의 골키퍼 코치를 병행하며 2009년 FIFA U-20 월드컵 8강 진출의 성과를 이끌어냈고 이후 대한민국 U-23 대표팀의 골키퍼 코치를 잠시 역임했다.

### 이천 대교 2기
이듬해인 2010 시즌을 앞두고 이천 대교 복귀 후 2010년 WK리그 3위, 2011년 WK리그 우승, 전국체육대회 2연패 달성(2010, 2011), 2011년 전국여자축구선수권대회 4강 진출을 이끈 뒤 2011 시즌을 끝으로 이천 대교와의 동행을 마무리했다.

### 부산 아이파크
2012 시즌을 앞두고 성남 FC 시절 팀 동료인 안익수 감독의 부름을 받아 부산 아이파크의 골키퍼 코치로 부임한 뒤 2015 시즌까지 4시즌동안 역임하며 2013년 FA컵 4강 진출을 이끌었지만 2015년 K리그1에서 12팀 중 11위에 그쳐 차기 시즌 K리그2로 강등되었고 결국 4시즌간 몸 담았던 부산 아이파크를 떠났다.

### 이천 대교 3기
2016 시즌을 앞두고 5년만에 이천 대교의 골키퍼 코치로 복귀하여 팀이 해체 수순을 밟은 2017 시즌까지 2시즌동안 역임하며 2016년 WK리그 준우승, 2016년 전국체육대회 금메달, 2017년 WK리그 3위, 전국여자축구선수권대회 2회 연속 4강 진출(2016, 2017)을 이끌었다.

### 김해시청
2018 시즌에는 K리그2 FC 안양의 골키퍼 코치로 활동하다가 2019 시즌을 앞두고 내셔널리그의 김해시청 골키퍼 코치로 부임 후 2022 시즌까지 4시즌동안 역임하며 2020년 K3리그 우승을 이뤄냈다.

### 천안공업고등학교
2022 시즌 이후 천안 시티 산하 유스팀인 천안공업고등학교의 골키퍼 코치로 전격 부임했다.

## 수상

### 클럽 (선수)
성남 FC
- K리그1 : 우승 (1993, 1994, 1995), 준우승 (1992)
- 리그컵 : 우승 (1992)
- 코리아컵 : 준우승 (1997)
- AFC 챔피언스리그 엘리트 : 우승 (1995), 준우승 (1996-97)
- 아프로-아시안 클럽 챔피언십 : 우승 (1996)
- 아시안 슈퍼컵 : 우승 (1996)

FC 서울 (플레잉 코치)
- K리그1 : 우승 (2000), 준우승 (2001)
- AFC 챔피언스리그 엘리트 : 준우승 (2000-01)
- 대한민국 슈퍼컵 : 우승 (2001)

### 클럽 (지도자)
FC 서울 (골키퍼 코치)
- 리그컵 : 준우승 (1999 아디다스컵)

이천 대교 (골키퍼 코치)
- WK리그 : 우승 (2011), 준우승 (2016), 3위 (2010, 2017)
- 전국체육대회 : 금메달 (2010, 2011, 2016)

김해시청 (골키퍼 코치)
- K3리그 : 우승 (2020)

### 개인
- K리그 베스트 11 : 1992, 1993, 1994, 1995, 2000, 2001

## 여담
FC 안양 골키퍼 코치로 재직하던 시절이던 2018년 KBS 1TV 시사 교양 프로그램인 이웃집 찰스에 출연해 가족 사진을 공개했는데 아내와 딸은 러시아인, 아들은 미국인, 며느리는 독일인이라고 밝혔다.

## 참고 자료
- KFA 리포트 나의 선수시절- 신의손 최고의 골키퍼에서 최고의 골키퍼 코치로